# Vũ Ngọc Liễn
Vũ Ngọc Liễn (1924-2013) là một nhà nghiên cứu văn hóa, nghiên cứu hát bội nổi tiếng Việt Nam, nhà nghiên cứu hàng đầu về sân khấu truyền thống  với nhiều công trình, đặc biệt về soạn giả Đào Tấn. Ngoài nhiệm vụ một nhà nghiên cứu, ông còn là một nhà thơ.

## Thân thế và sự nghiệp
Ông sinh ngày 18 tháng 11 năm 1924 tại thôn Xương Lý (còn gọi là Vũng Nồm), tổng Trung An, huyện Phù Cát, nay thuộc xã Nhơn Lý, thành phố Quy Nhơn, tỉnh Bình Định. Trưa ngày 28 tháng 11 năm 2013, ông đột ngột qua đời trước sự bàng hoàng của gia đình và người hâm mộ. Ảnh hưởng bởi văn hóa địa phương, từ nhỏ ông đã bộc lộ sự say mê với nghệ thuật hát bội.
Năm 1945, ông tham gia Cách mạng tháng 8, được bầu làm Chủ tịch Việt Minh kiêm Chủ tịch Ủy ban Hành chính kháng chiến xã Hưng Xương. Từ năm 1950 ông nghỉ chủ tịch, chuyển hẳn sang đoàn hát, dần trở thành một nhà nghiên cứu hát bội, đặc biệt là nghiên cứu về Đào Tấn, một người được coi là ông tổ nghề hát bội đất Quy Nhơn.
Năm 1954, ông theo Đoàn Văn công Liên khu 5 tập kết ra Bắc. Sau khi tập kết ra Bắc, với trình độ tốt nghiệp tiểu học, ông vừa biểu diễn, vừa học 11 năm đến trình độ sau đại học. Những năm 1959 - 1966, ông theo học khoa Lý luận hý khúc tại Học viện Hý khúc Trung Quốc. Sau 4 năm đại học, 2 năm nghiên cứu sinh, ông có bằng Thạc sĩ và ở lại hướng dẫn sinh viên Việt Nam, đến Cách mạng Văn hóa Trung Quốc năm 1966 thì phải về nước.
Ông có ước mơ được đến Osaka, Nhật Bản để nghiên cứu về hát bội, vì ở đó có nhiều tư liệu gốc về hát bội. Tuy nhiên hiện tại ước mơ đó chưa thành hiện thực vì chưa có nhà tài trợ.
Là nhà Đào Tấn học uy tín, cạnh đó, ông còn có nhiều khai phá mới lạ, bài về "Điệu múa Chàm …" là một trong những khám phá đó. Bài viết này khẳng định điệu múa Chàm Long Vương hoặc La Lăng vương đã truyền qua Nhật Bản, sau đó vào Trung Quốc và quay trở lại Việt Nam, chính là có nguồn gốc từ người Chăm chứ không phải từ Nhật.

## Giải thưởng
Ông giành được Giải thưởng của Hội Nghệ sĩ sân khấu năm 2002. 
Năm 2006 và 2007 ông có giải thưởng của trung tâm văn hóa tỉnh Bình định trao với bộ sách hoàn chỉnh: Đào Tấn qua thư tịch, gồm 3 tập, hơn 2 ngàn trang giấy với các phần:
- Đào Tấn – thơ và từ
- Đào Tấn – tuồng hát bội
- Đào Tấn – qua thư tịch

Ngày 2.9.2012, ông được trao Giải thưởng Nhà nước.

## Tác phẩm
Các tác phẩm nghiên cứu về Đào Tấn
- Đào Tấn qua thư tịch
- Thư mục tư liệu về Đào Tấn
- Thơ và từ Đào Tấn
- Sưu tầm tuồng Đào Tấn

Ngoài ra các tác phẩm khác
- Kẻ sĩ đất Thang Mộc
- Góp nhặt dọc đường[7]
- Hát bội Bình Định và công lao Ưng Bình Thúc Dã Thị
- Đông Lộ Địch khúc mở màn
- Quỳnh Phủ Nguyễn Diêu - ông đồ nghệ sĩ

và một vài tập thơ, dịch thơ chữ Hán của Đào Tấn

## Chuyện bên lề
Vì có nhiều đam mê nghiên cứu nên ông còn có biệt danh là Yamaha (Già mà ham). Ngoài ra, ông còn được bạn bè thân hữu tặng cho các biệt danh như Vũ đại ca, Vũ Tiên Sinh, Lão ngoan đồng, Quái kiệt đất Quy Nhơn... Trong đó, biệt danh Vũ Tiên Sinh đã được ông sử dụng như một bút danh trong một số công trình biên khảo.